# Фауро (Болоња)
Фауро (итал. Fauro) је насеље у Италији у округу Болоња, региону Емилија-Ромања.
Према процени из 2011. у насељу је живело 12 становника. Насеље се налази на надморској висини од 450 м.